# Typhula tucumanensis
Typhula tucumanensis är en svampart som beskrevs av Speg. 1909. Typhula tucumanensis ingår i släktet Typhula och familjen trådklubbor.   Inga underarter finns listade i Catalogue of Life.